# Ischnocnema octavioi
Ischnocnema octavioi é uma espécie de anfíbio da família Brachycephalidae. Endêmica do Brasil, onde pode ser encontrada nos municípios de Rio de Janeiro e Casimiro de Abreu, no estado do Rio de Janeiro, e no município de Alfredo Chaves (distrito de Matilde), no estado do Espírito Santo.